# Trident II D5
El Trident II D5 o UGM-133 Trident II es un misil balístico intercontinental para submarinos (SLBM) con cabezas nucleares de origen estadounidense. Constituyen una parte fundamental de la fuerza nuclear de disuasión de los Estados Unidos y del Reino Unido.
Con una capacidad de distancia de más de 11000 km cada misil es capaz de lanzar hasta 14 cabezas MIRV contra 14 objetivos distintos.

## Desarrollo

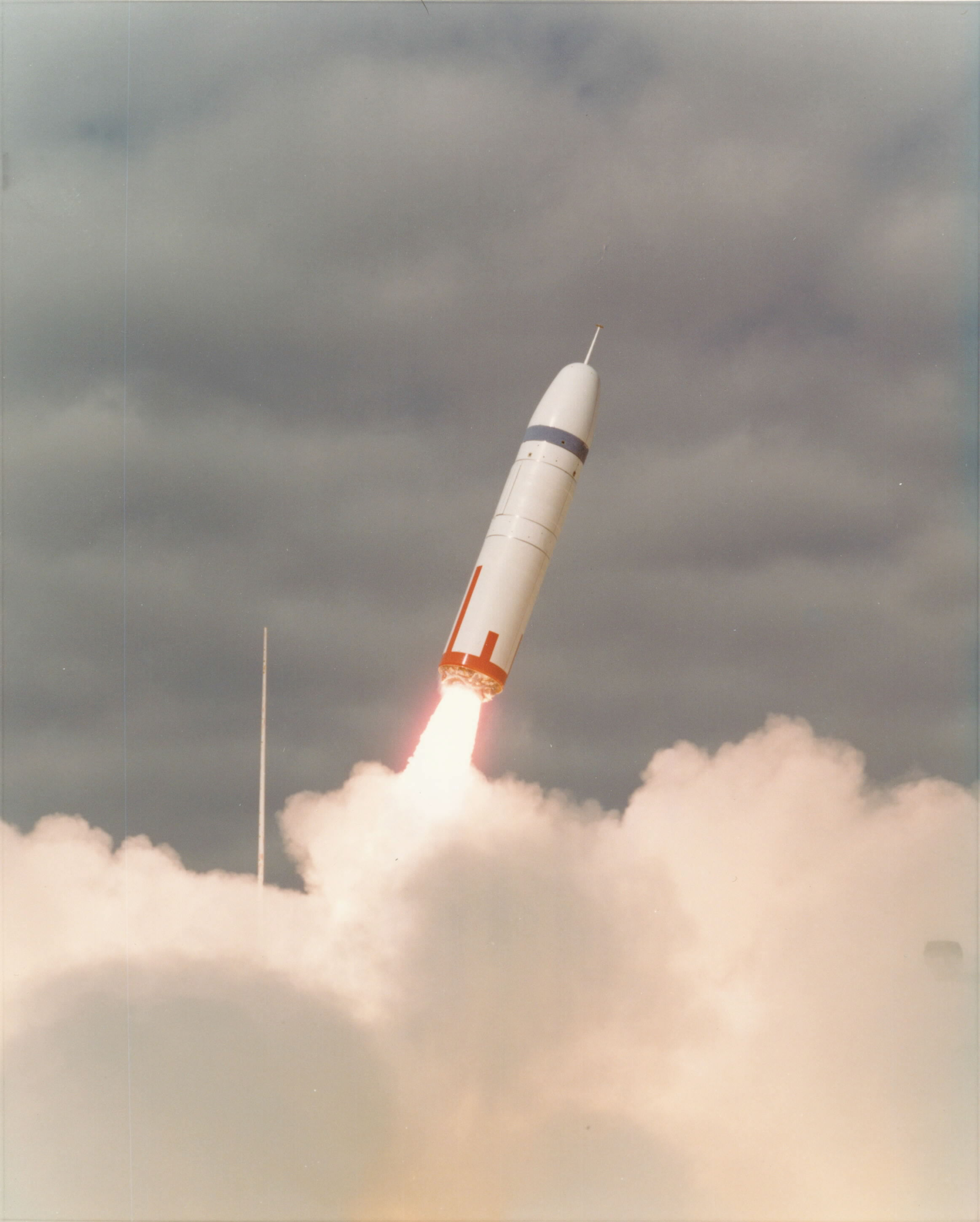
Trident IC4 en 1979.

El misil fue desarrollado bajo el nombre Trident I (C4) en 1979, siendo retirado del servicio las últimas unidades en 2000. La segunda versión Trident II (D5) fue desplegada en 1990 y está planeado que se mantenga en servicio durante 30 años, hasta 2027.
Estos misiles también son vendidos al Reino Unido siguiendo el acuerdo Venta de misiles Polaris de 1963, y extendido en 1982 para vender los misiles Trident y subsecuentemente los Trident II durante el mandato de Reagan. Para el desarrollo del nuevo misil el Reino Unido cooperó con un 5% del costo total.

## Extensión de vida del D5
En 2002 se tomó la decisión de extender la vida de los misiles y de los submarinos Ohio hasta 2042, por lo cual se inició un programa para reemplazar componentes obsoletos a un costo mínimo y al mismo tiempo mantener el desempeño. El contratista ganador fue Lockheed Martin a un costo total de $789.9 millones. El programa consiste en actualizar los sistemas de los misiles, sistemas de guía y los de reentrada.

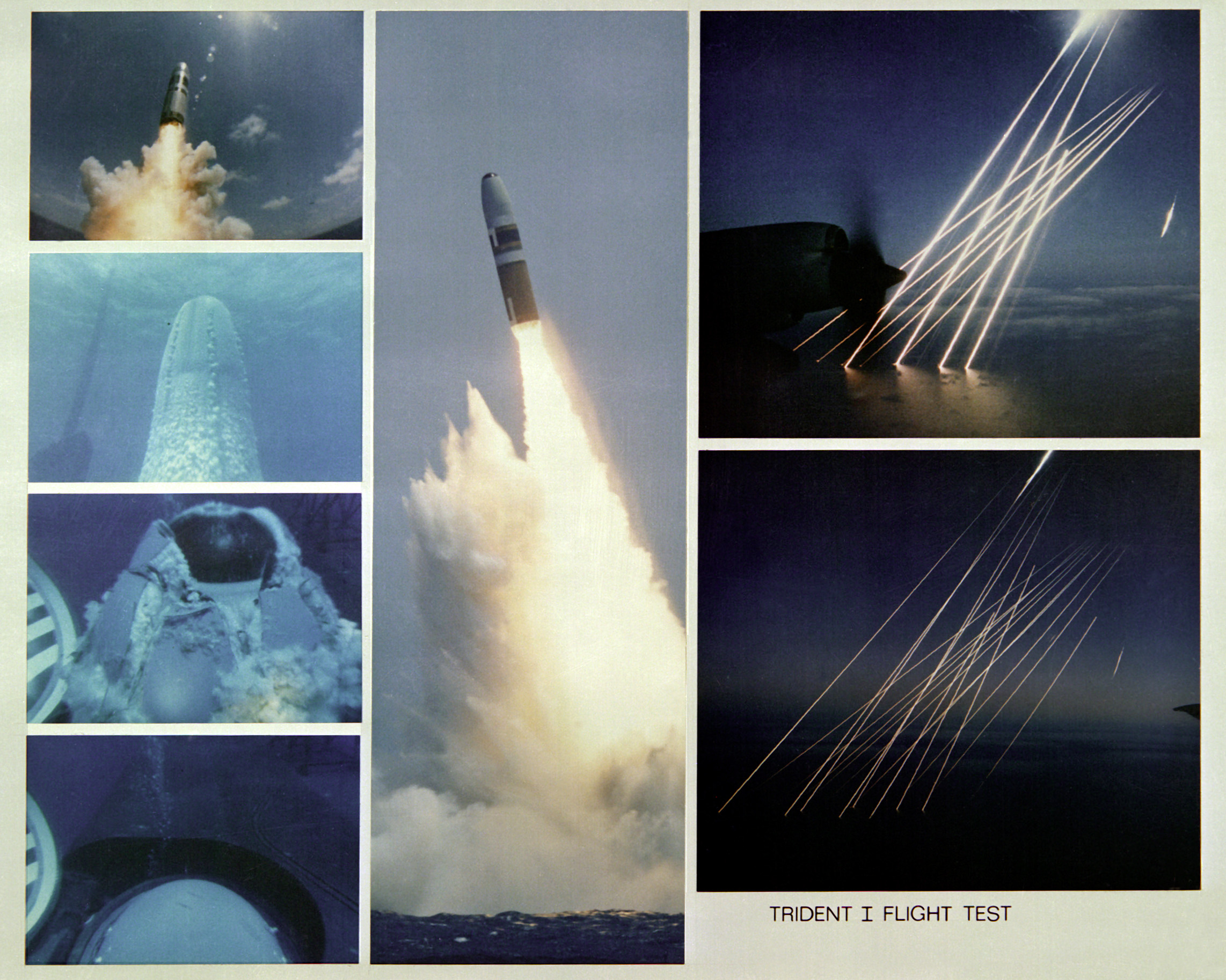
Diagrama de lanzamiento e impacto de los vehículo de Reentrada del TRIDET 1C4.

En Inglaterra el 4 de diciembre de 2006, Tony Blair sacó el plan de construir una nueva generación de submarinos para que puedan llevar los Trident II existentes y unirse al programa de extensión de vida de los mismos.
El 14 de marzo de 2007, el gobierno británico tomó la decisión de renovar sus submarinos nucleares y misiles a un costo total entre 15 y 20 mil millones de libras, el tiempo total será de 17 años y durará hasta 2050.

## Primeros Trident
El actual Trident es de la sexta generación, antes de los Trident también existían los misiles Polaris.
- Trident I C4: el 1.º de la clase evolucionado de la clase Polaris.
- Trident I C4: repotenciación, incremento de la precisión de tiro.
- Trident I C4: modificaciones mayores, ampliación del rango de opciones del tipo de cabeza nuclear.
- Trident D5: nuevo tipo de misil, de menor altura pero con mayor diámetro y de mayor capacidad.
- Trident II D-5 (CDD6): cubierta vacía, mejor puntería y mayor capacidad de carga nuclear.

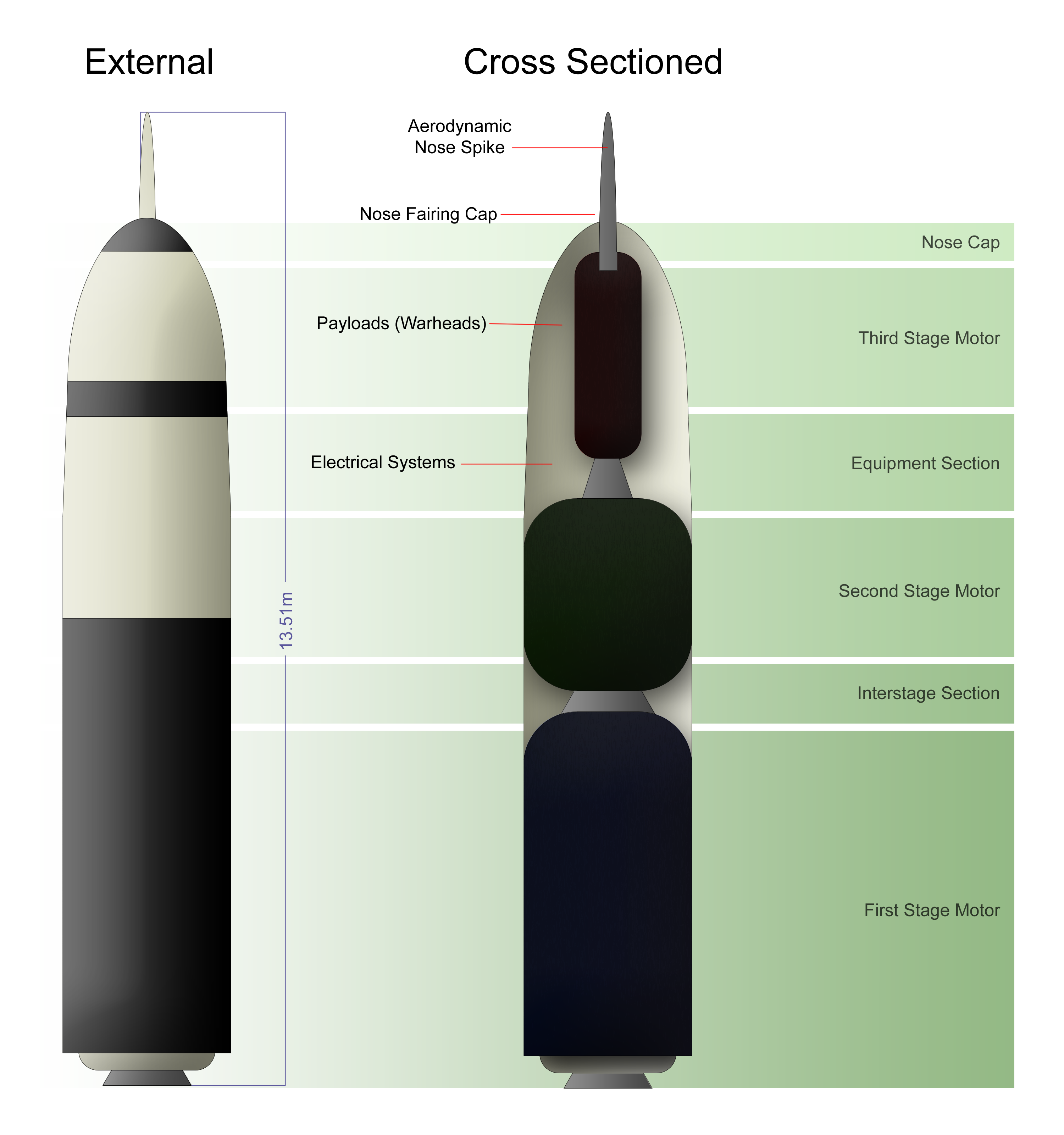
Corte transversal del misil.

## Usuarios
Pocos países utilizan misiles Trident ya que la plataforma de lanzamiento son submarinos Balísticos Nucleares.
Estados Unidos: submarinos clase Ohio
- Alabama (SSBN-731)
- Alaska (SSBN-732)
- Henry M. Jackson (SSBN-730)
- Kentucky (SSBN-737)
- Louisiana (SSBN-743)
- Maine (SSBN-741)
- Maryland (SSBN-738)
- Nebraska (SSBN-739)
- Nevada (SSBN-733)
- Pennsylvania (SSBN-735)
- Rhode Island (SSBN-740)
- Tennessee (SSBN-734)
- West Virginia (SSBN-736)
- Wyoming (SSBN-742)

Reino Unido: submarinos clase Vanguard
- Vanguard
- Vengeance
- Victorious
- Vigilant